# Triebelina rugosa
Triebelina rugosa är en kräftdjursart som beskrevs av Allison och Holden 1971. Triebelina rugosa ingår i släktet Triebelina och familjen Bairdiidae. Inga underarter finns listade i Catalogue of Life.